# Šilec
Šilec je priimek več znanih Slovencev:
- Karmina Šilec (*1967), dirigentka in zborovodkinja
- Dorian Šilec Petek, gledališčnik (režiser, scenograf), likovni umetnik ?